# Petrești (Dâmbovița)
Petrești ist eine Gemeinde mit gleichnamigem Dorf im Kreis Dâmbovița in Rumänien.

## Geographie
Die Gemeinde befindet sich im südlichen Teil des Kreises Dâmbovița in der Nähe des Flusses Argeș. Die nächstgelegene größere Stadt ist Târgoviște, die etwa 30 Kilometer nördlich von Petrești liegt.

## Persönlichkeiten
- Elena Ceaușescu (1916–1989), rumänische Politikerin (RKP) und die Ehefrau von Nicolae Ceaușescu.